# 蝙蝠俠：黑暗騎士歸來
《蝙蝠俠：黑暗騎士歸來》（英語：The Dark Knight Returns）為DC漫畫出版，作者為法蘭克·米勒、Klaus Jason和Lynn Varley。

## 背景前提
發生在地球31號的正義聯盟被迫解散之後，美蘇冷戰越演越烈，此時超人繼續為政府效力；而在高譚市高登局長即將退休，卻面臨崛起的變種軍團，以及蝙蝠俠歸來的故事。

## 角色
- 蝙蝠俠
- 阿福
- 羅賓（卡麗·凱莉）
- 詹姆斯·高登
- 雙面人
- 小丑
- 奥利佛·昆恩
- 超人
- 瑟琳娜·凱爾

## 內容大綱
由於第二代羅賓（Jason Todd）的死，使得布魯斯‧偉恩從英雄工作中退休，蝙蝠俠自高譚市消失十餘年。
然而一連串的治安惡化：變種人（the Mutant）青少年武裝團體出現、雙面人（Two-Face）和小丑（Joker）的逃獄，使得他壓抑不住內心想要再度化身為蝙蝠俠的渴望而以五十多歲的高齡重出江湖，與新任的羅賓─13歲少女卡莉（Carrie Kelley），和老搭檔詹姆斯·高登（James Gordon）面對種種壞人的詭計及市民的質疑與不信任。
而同時，美國也正遭受蘇聯的核武威脅，超人克拉克肯特屬於與蝙蝠俠對立的、聽從官方命令的一員，也因此蝙蝠俠必須面對同是超級英雄的夥伴的敵對狀況，以衰老而堅定的心智面對這個幾乎永遠不敗的上帝之子。
在故事的結尾，變種人青少年集團因為首領被打敗而轉向支持蝙蝠俠，雙面人哈維丹特也被打敗，小丑則在遊樂場中被蝙蝠俠重傷脊椎而亡。
因為立場的對立，超人不得不與蝙蝠俠展開大戰，而故事則是以蝙蝠俠服用可使人進入假死狀態的藥物掩人耳目，偉恩的住宅、蝙蝠洞裡所有與蝙蝠俠有關的資料都讓阿福（Alfred）燒毀，而唯獨銀行中的存款被布魯斯提領一空，他教育前變種人集團的青少年們組成了義務警備隊繼續維護高譚市的和平。而阿福則在燒毀偉恩住宅後中風去世。

## 評價
《蝙蝠侠：黑暗骑士归来》於IGN蝙蝠侠漫畫排名位居第一。第二是《蝙蝠侠：第一年》（Batman: Year One）。IGN稱《蝙蝠侠：黑暗骑士归来》為真正的經典，有令人難忘的場景。

## 其他媒體

### 電視劇
- 史蒂芬·艾梅爾於《明日傳奇》第6集「星城2046」中飾演老年奥利佛·昆恩，奥利佛斷了左手的造型是參照《黑暗騎士歸來》。[3]

### 動畫電影
- 《蝙蝠俠：黑暗騎士歸來》（2012，2013）

### 電影
- 《蝙蝠俠對超人：正義曙光》（2016）